# Friganism
Friganism, eller på engelska freeganism, är en alternativ livsstil som bygger på avståndstagande från konsumism och som innefattar minsta möjliga deltagande i den konventionella ekonomin och minimal konsumtion av resurser. Det engelska begreppet har skapats som en kombination av orden free (gratis eller fri) och veganism.
Ett inslag i friganism är att ta till vara slängda matvaror, som har passerat sitt utsatta bäst före-datum eller av annan anledning har kasserats, men som av friganerna ändå anses ätbara. Denna typ av matvaror samlas framför allt in från soptunnor eller containrar vid mataffärer, och då framför allt i form av obrutna förpackningar som nyligen slängts. Detta kallas ibland "containerdykning". Friganer uppger sig samla mat på detta sätt som ett avsiktligt val och en politisk protesthandling, snarare än av ekonomiskt nödtvång, vilket kan vara fallet vid hemlöshet.
Friganismens historia går i huvudsak tillbaka till mitten av 1990-talet, med en koppling till antiglobaliserings- och miljörörelser och grupper såsom Food Not Bombs. Friganismen uppstod i USA, men har sedan spridits till Storbritannien och flera andra länder. Kopplingen till veganrörelsen är stark, men alla friganer är inte veganer eller vegetarianer. En grupp av friganer, som på engelska ibland kallas "meagans" (från meat, engelska för kött), kan tänka sig att äta kött och andra animaliska produkter, men bara om de annars skulle gå till spillo.
Friganer ägnar sig även åt miljövänligt förflyttande, med kollektivtrafik, cykel eller liftning, husockupation, arbeta mindre, gerillaodling, att dela med sig av saker genom att till exempel anordna gratisaffärer, köpa begagnat istället för nytt. Friganernas motto är "Reduce, Reuse, Recycle". Vissa friganer anser det ibland oundvikligt att använda bilar, och försöker istället eliminera beroendet av fossila bränslen genom att omvandla motorer till att köra på vegetabilisk olja.